# Serious Moonlight Tour
Serious Moonlight Tour — концертный тур британского рок-музыканта Дэвида Боуи, организованный в поддержку альбома Let’s Dance (1983). Гастроли стартовали в Vorst Forest Nationaal (Брюссель) 18 мая 1983 года и завершился в Гонконгском Колизее (Гонконг) 8 декабря. Артистом было посещено 15 стран, отыграно 96 концертов и продано более 2,6 миллиона билетов. Тур получил в основном положительные отзывы прессы. На тот момент это был самый продолжительный, крупный и коммерчески успешный концертный тур музыканта, хотя некоторые следующие гастроли Боуи превзошли его по продолжительности, посещаемости и валовому доходу.

## Подготовка
Изначально Боуи задумывал эти гастроли в виде небольшого международного турне, с выступлениями на закрытых площадках вместимостью менее 10 000 человек — по аналогии с предыдущими концертными турами. Однако успех альбома Let’s Dance, для продвижения которого и организовывались гастроли, вызвал повышенный спрос на билеты: к примеру, на одно из шоу было подано 250 000 запросов при изначальной квоте в 44 000 билетов. В результате тур был расширен в пользу более крупных концертных площадок и выступлений под открытым небом — на фестивальный манер. Наибольшее количество зрителей на отдельно взятом концерте составило 80 000 человек (шоу проходило в Окленде, Новая Зеландия). В свою очередь наибольшее количество зрителей, в целом, присутствовало на сете Боуи во время калифорнийского фестиваля US 83 Festival — более 300 000 человек. Турне было аншлаговым — билеты были раскуплены на все концерты.
Боуи занимался боксом (музыкант является поклонником этого вида спорта), чтобы набрать форму перед турне. Его сын Данкан Джонс много лет спустя отмечал, что «каждый раунд [в боксе] примерно такой же длины, как и стандартная песня, поэтому, если ты сможешь увеличить свою кардиотренировку настолько, чтобы продержаться полные 12 раундов или около того, ты готов к гастролям!».
Боуи приложил руку к созданию декораций, которые включали в себя гигантские колонны (ласково называемые «презервативами»), а также большую луну и гигантскую руку. Сцене намеренно придали ощущение вертикальности (особенно за счёт колонн). Артист называл её общий дизайн сочетанием классицизма и модернизма. Вес полного набора сценических декораций (которых было создано два, для подстраховки) составлял 32 тонны.

### Репетиции
Боуи привлёк в гастрольную группу музыкантов с которыми работал над альбомом Let’s Dance, а также некоторых своих давних коллег, включая Карлоса Аломара, который был назначенным руководителем концертной группы. К турне должен был присоединиться Стиви Рэй Вон, молодой многообещающий гитарист, который исполнил гитарные соло в шести песнях Let’s Dance, с целью дополнительного «расположения» американской аудитории. Вон участвовал в апрельских репетициях в Далласе (сохранились аудиозаписи с саундборда), однако в тот период гитарист плотно сидел на «кокаине», а также привёз с собой жену, постоянно закатывающую вечеринки, и друзей, ищущих лёгкий способ поживиться наркотиками. Учитывая, что в конце 1970-х Боуи сам страдал от сильного пристрастия к кокаину и на несколько лет уезжал в Берлин, чтобы избавиться от наркозависимости, музыканту и менеджменту Вона нужно было прийти к компромиссному решению этой проблемы, однако найти выход из ситуации не удалось и, в итоге, гитарист выбыл из турне. Вместо него был приглашён давний соратник Боуи — Эрл Слик.
Первоначально группа репетировала в студии на Манхэттене, после чего переехала в Даллас для проведения генеральных репетиций. Каждый музыкант был одет в костюм, который был продуман «до мельчайших деталей», словно для героя театральной постановки. Как и в случае с декорациями были сшиты два комплекта костюмов — они одевались поочерёдно, по окончании гастролей музыкантам был подарен один из них в качестве сувенира. Костюмы представляли собой «тонкую пародию» на Новых романтиков — музыкальное движение, набирающее популярность в те годы.

## Выбор песен
С толкнувшись с высоким спросом на билеты, Боуи решил исполнять в турне более известный репертуар, заявив спустя несколько лет, что его целью было представить фанатам те свои песни, которые широко ротировались на радио в течение
последних 15 лет. Музыкант назвал концертную программу сборником песен, «над которыми была проделана очень большая работа, хотя, вероятно, фанаты и не осознавали этого». Боуи и Карлос Аломар набросали предварительный список песен, 35 из которых были отрепетированы для турне. В этом списке была песня «Across the Universe», которую Боуи записал в 1975 году для альбома Young Americans, но по тем или иным причинам Боуи решил не репетировать её для турне. Концертная программа гастролей легла в основу бокс-сета Sound + Vision 1989 года.

## Концерты
Чтобы противодействовать мошенничеству, билеты и пропуска за кулисы были напечатаны с небольшими дефектами, о которых не догадывались посетители, но гастрольный персонал и охрана были проинформированы и легко могли их отличить.
30 июня 1983 года в Hammersmith Odeon состоялось благотворительный концерт для Ассоциации жителей Брикстона (родного района Боуи) в присутствии принцессы Майкл Кентской. Выступление в Монреальском форуме, 13 июля 1983 года, было записано на аудиоплёнку и транслировалось по американскому FM-радио и другим радиостанциям по всему миру. Концерт в Ванкувере (12 сентября) был снят и выпущен в виде концертного фильма Serious Moonlight — в 1984 году на VHS, а также переиздан в 2006 году на DVD, популярном в те годы видеоформате.

Во время концерта в Канадском национальном выставочном стадионе (Торонто) 4 сентября 1983 года Боуи пригласил на сцену Мика Ронсона (в качестве почётного гостя), который позаимствовал гитару у Эрла Слика и исполнил «The Jean Genie» с остальными музыкантамии. Боуи специально связался со своим старым другом накануне концерта, чтобы пригласить его выступить вместе с ними, впоследствии Ронсон вспоминал: 
Я играл на гитаре Слика … Весь вечер слышал, как он солирует, поэтому решил пойти другим путём — просто выйти [на сцену] и «позажигать» на инструменте. Я бил по струнам, размахивал гитарой над головой и всё такое. Получилось очень забавно, потом Дэвид сказал: «Ты бы видел лицо [Эрла Слика]…», имея в виду, что его чуть кондрашка не хватила. Он дал мне свою любимую гитару, а я крутил ею над головой. Слик воскликнул: «Эй, что он делает с моей гитарой?!», понимаете. А я бил по ней, крутил в разные стороны. Бедный Слик. Я имею в виду, не знал я, что это был его любимый инструмент, для меня это была просто гитара, кусок дерева с шестью струнами.
Финальное шоу турне (8 декабря 1983 года) совпало с третьей годовщиной смерти Джона Леннона, с которым Боуи и Слик ранее работали в студии. За несколько дней до концерта Слик предложил Боуи сыграть «Across the Universe» в знак уважения музыканту, на что Боуи заявил: «Ну, если мы будем это делать, то, с таким же успехом, можно и „Imagine“ сыграть». Они несколько раз отрепетировали песню 5 декабря (в Бангкоке), а затем исполнили ее на финальном шоу в Гонконге.

## Наследие
Турне стало кульминацией коммерческого успеха Боуи, хотя самого музыканта такая популярность поставила в тупик. Позже Боуи заметил, что из-за громадного успеха Let’s Dance и Serious Moonlight Tour он потерял представление о том, кем на самом деле являются его поклонники и чего они хотят. Впоследствии один из критиков назвал Serious Moonlight Tour «самым доступным [для понимания]»; туром музыканта, так как «в нем было мало реквизита и всего лишь раз менялся костюм бенефициара, с персикового — на синий». Продумывая свое следующее турне, Glass Spider Tour 1987 года, Боуи намеренно пытался дистанцироваться от успешной формулы Serious Moonlight Tour.
Выступление Боуи, состоявшееся 26 ноября в Окленде, на тот момент стало самым посещаемым концертом в Южном полушарии — на нем присутствовали более 80 000 человек.

## Список композиций
Этот список даёт представление о среднестатистическом сет-листе турне. В качестве примера взята концертная программа шоу в Pacific National Exhibition Coliseum (12 сентября 1983 года), тем не менее, в зависимости от шоу, песни могли меняться.
1. «Look Back in Anger»
2. «Heroes»
3. «What in the World»
4. «Golden Years»
5. «Fashion»
6. «Let’s Dance»
7. «Breaking Glass»
8. «Life on Mars?»
9. «Sorrow»
10. «Cat People (Putting Out Fire)»
11. «China Girl»
12. «Scary Monsters (and Super Creeps)»
13. «Rebel Rebel»
14. «White Light/White Heat»
15. «Station to Station»
16. «Cracked Actor»
17. «Ashes to Ashes»
18. «Space Oddity»
19. «Young Americans»
20. «Fame»
21. «TVC 15»

На бис
1. «Star»
2. «Stay»
3. «The Jean Genie»
4. «Modern Love»

## Участвующие музыканты
- Дэвид Боуи — ведущий вокал, гитара, саксофон
- Эрл Слик — соло-гитара
- Карлос Аломар — гитара, бэк-вокал, музыкальный руководитель
- Кармин Рохас — бас-гитара
- Тони Томпсон — ударные, перкуссия
- Дэйв Леболт — клавишные, синтезаторы
- Стив Элсон — саксофоны
- Стэн Харрисон[англ.] — саксофоны, деревянные духовые музыкальные инструменты
- Ленни Пикетт[англ.] — саксофоны, деревянные духовые музыкальные инструменты
- Джордж Сайммс (The Simms Brothers Band) — бэк-вокал
- Фрэнк Сайммс (The Simms Brothers Band) — бэк-вокал

## Расписание концертов
| Дата             | Город            | Страна            | Место                                | Посещаемость (примерно) |
| Европа           | Европа           | Европа            | Европа                               |                         |
| ---------------- | ---------------- | ----------------- | ------------------------------------ | ----------------------- |
| 18 мая 1983      | Брюссель         | Бельгия           | Vorst Forest Nationaal               |                         |
| 19 мая 1983      | Брюссель         | Бельгия           | Vorst Forest Nationaal               |                         |
| 20 мая 1983      | Франкфурт        | Западная Германия | Festhalle Frankfurt                  |                         |
| 21 мая 1983      | Мюнхен           | Западная Германия | Olympiahalle                         |                         |
| 22 мая 1983      | Мюнхен           | Западная Германия | Olympiahalle                         |                         |
| 24 мая 1983      | Лион             | Франция           | Palais des Sports de Gerland         |                         |
| 25 мая 1983      | Лион             | Франция           | Palais des Sports de Gerland         |                         |
| 26 мая 1983      | Фрежюс           | Франция           | Les Arènes                           |                         |
| 27 мая 1983      | Фрежюс           | Франция           | Les Arènes                           |                         |
| 29 мая 1983      | Нант             | Франция           | (Отменён) Le Beaujoire               |                         |
| Северная Америка |                  |                   |                                      |                         |
| 30 мая 1983      | Сан-Бернардино   | Соединённые Штаты | US Festival Glen Helen Regional Park | 300,000                 |
| Европа           |                  |                   |                                      |                         |
| 2 июня 1983      | Лондон           | Англия            | Wembley Arena                        |                         |
| 3 июня 1983      | Лондон           | Англия            | Wembley Arena                        |                         |
| 4 июня 1983      | Лондон           | Англия            | Wembley Arena                        |                         |
| 5 июня 1983      | Бирмингем        | Англия            | National Exhibition Centre           |                         |
| 6 июня 1983      | Бирмингем        | Англия            | National Exhibition Centre           |                         |
| 8 июня 1983      | Париж            | Франция           | Hippodrome D’Auteuil                 | 120,000                 |
| 9 июня 1983      | Париж            | Франция           | Hippodrome D’Auteuil                 | 120,000                 |
| 11 июня 1983     | Гётеборг         | Швеция            | Ullevi Stadium                       | 58,000–60,000           |
| 12 июня 1983     | Гётеборг         | Швеция            | Ullevi Stadium                       |                         |
| 15 июня 1983     | Бохум            | Западная Германия | Ruhrstadion                          |                         |
| 17 июня 1983     | Бад-Зегеберг     | Западная Германия | Freilichtbühne                       |                         |
| 18 июня 1983     | Бад-Зегеберг     | Западная Германия | Freilichtbühne                       |                         |
| 20 июня 1983     | Западный Берлин  | Западная Германия | Waldbühne                            |                         |
| 24 июня 1983     | Оффенбах-ам-Майн | Западная Германия | Bieberer Berg Stadion                |                         |
| 25 июня 1983     | Роттердам        | Нидерланды        | Stadion Feijenoord                   |                         |
| 26 июня 1983     | Роттердам        | Нидерланды        | Stadion Feijenoord                   |                         |
| 28 июня 1983     | Эдинбург         | Шотландия         | Murrayfield Stadium                  | 47,444                  |
| 30 июня 1983     | Лондон           | Англия            | Hammersmith Odeon                    | 2,120                   |
| 1 июля 1983      | Милтон-Кинс      | Англия            | National Bowl                        | 174,984 (за три дня)    |
| 2 июля 1983      | Милтон-Кинс      | Англия            | National Bowl                        | 174,984 (за три дня)    |
| 3 июля 1983      | Милтон-Кинс      | Англия            | National Bowl                        | 174,984 (за три дня)    |
| Северная Америка |                  |                   |                                      |                         |
| 11 июля 1983     | Квебек           | Канада            | Colisée de Québec                    | 14,400                  |
| 12 июля 1983     | Монреаль         | Канада            | Montreal Forum                       |                         |
| 13 июля 1983     | Монреаль         | Канада            | Montreal Forum                       |                         |
| 15 июля 1983     | Хартфорд         | Соединённые Штаты | Hartford Civic Center                |                         |
| 16 июля 1983     | Хартфорд         | Соединённые Штаты | Hartford Civic Center                |                         |
| 18 июля 1983     | Филадельфия      | Соединённые Штаты | The Spectrum                         |                         |
| 19 июля 1983     | Филадельфия      | Соединённые Штаты | The Spectrum                         |                         |
| 20 июля 1983     | Филадельфия      | Соединённые Штаты | The Spectrum                         |                         |
| 21 июля 1983     | Филадельфия      | Соединённые Штаты | The Spectrum                         |                         |
| 23 июля 1983     | Сиракузы         | Соединённые Штаты | (Перенесён) – Carrier Dome           |                         |
| 25 июля 1983     | Нью-Йорк         | Соединённые Штаты | Madison Square Garden                |                         |
| 26 июля 1983     | Нью-Йорк         | Соединённые Штаты | Madison Square Garden                |                         |
| 27 июля 1983     | Нью-Йорк         | Соединённые Штаты | Madison Square Garden                |                         |
| 29 июля 1983     | Ричфилд          | Соединённые Штаты | Richfield Coliseum                   |                         |
| 30 июля 1983     | Детройт          | Соединённые Штаты | Joe Louis Arena                      |                         |
| 31 июля 1983     | Детройт          | Соединённые Штаты | Joe Louis Arena                      |                         |
| 1 августа 1983   | Rosemont         | Соединённые Штаты | Rosemont Horizon                     |                         |
| 2 августа 1983   | Rosemont         | Соединённые Штаты | Rosemont Horizon                     |                         |
| 3 августа 1983   | Rosemont         | Соединённые Штаты | Rosemont Horizon                     |                         |
| 7 августа 1983   | Эдмонтон         | Канада            | Commonwealth Stadium                 |                         |
| 9 августа 1983   | Ванкувер         | Канада            | BC Place                             |                         |
| 11 августа 1983  | Такома           | Соединённые Штаты | Tacoma Dome                          |                         |
| 14 августа 1983  | Лос-Анджелес     | Соединённые Штаты | The Forum                            |                         |
| 15 августа 1983  | Лос-Анджелес     | Соединённые Штаты | The Forum                            |                         |
| 17 августа 1983  | Финикс           | Соединённые Штаты | Arizona Veterans Memorial Coliseum   |                         |
| 19 августа 1983  | Даллас           | Соединённые Штаты | Reunion Arena                        |                         |
| 20 августа 1983  | Остин            | Соединённые Штаты | Frank Erwin Center                   |                         |
| 21 августа 1983  | Хьюстон          | Соединённые Штаты | The Summit                           |                         |
| 24 августа 1983  | Норфолк          | Соединённые Штаты | Scope Cultural and Convention Center | 21,370                  |
| 25 августа 1983  | Норфолк          | Соединённые Штаты | Scope Cultural and Convention Center |                         |
| 27 августа 1983  | Ландовер         | Соединённые Штаты | Capital Centre                       | 29,371                  |
| 28 августа 1983  | Ландовер         | Соединённые Штаты | Capital Centre                       |                         |
| 29 августа 1983  | Херши            | Соединённые Штаты | Hersheypark Stadium                  | 25,230                  |
| 31 августа 1983  | Фоксборо         | Соединённые Штаты | Sullivan Stadium                     | 60,000                  |
| 3 сентября 1983  | Торонто          | Канада            | Canadian National Exhibition Stadium |                         |
| 4 сентября 1983  | Торонто          | Канада            | Canadian National Exhibition Stadium |                         |
| 5 сентября 1983  | Буффало          | Соединённые Штаты | Buffalo Memorial Auditorium          |                         |
| 6 сентября 1983  | Саракузы         | Соединённые Штаты | Carrier Dome                         |                         |
| 9 сентября 1983  | Анахайм          | Соединённые Штаты | Anaheim Stadium                      |                         |
| 11 сентября 1983 | Ванкувер         | Канада            | Pacific National Exhibition Coliseum |                         |
| 12 сентября 1983 | Ванкувер         | Канада            | Pacific National Exhibition Coliseum |                         |
| 14 сентября 1983 | Виннипег         | Канада            | Winnipeg Stadium                     |                         |
| 17 сентября 1983 | Окленд           | Соединённые Штаты | Oakland Alameda Coliseum             | 57,920                  |
| Азия             |                  |                   |                                      |                         |
| 20 октября 1983  | Токио            | Япония            | Ниппон Будокан                       | 12,000                  |
| 21 октября 1983  | Токио            | Япония            | Ниппон Будокан                       |                         |
| 22 октября 1983  | Токио            | Япония            | Ниппон Будокан                       |                         |
| 24 октября 1983  | Токио            | Япония            | Ниппон Будокан                       |                         |
| 25 октября 1983  | Иокогама         | Япония            | Yokohama Stadium                     |                         |
| 26 октября 1983  | Осака            | Япония            | Osaka Prefectural Gymnasium          |                         |
| 27 октября 1983  | Осака            | Япония            | Osaka Prefectural Gymnasium          |                         |
| 29 октября 1983  | Нагоя            | Япония            | Kokusai Tenji Kaikan                 |                         |
| 30 октября 1983  | Суйта            | Япония            | Expo Commemoration Park              |                         |
| 31 октября 1983  | Киото            | Япония            | Kyoto Prefectural Gymnasium          |                         |
| Океания          |                  |                   |                                      |                         |
| 4 ноября 1983    | Перт             | Австралия         | Perth Entertainment Centre           |                         |
| 5 ноября 1983    | Перт             | Австралия         | Perth Entertainment Centre           |                         |
| 6 ноября 1983    | Перт             | Австралия         | Perth Entertainment Centre           |                         |
| 9 ноября 1983    | Аделаида         | Австралия         | Adelaide Oval                        |                         |
| 12 ноября 1983   | Мельбурн         | Австралия         | VFL Park                             |                         |
| 16 ноября 1983   | Брисбен          | Австралия         | Lang Park                            |                         |
| 19 ноября 1983   | Сидней           | Австралия         | RAS Showgrounds                      |                         |
| 20 ноября 1983   | Сидней           | Австралия         | RAS Showgrounds                      | 25,000                  |
| 24 ноября 1983   | Веллингтон       | Новая Зеландия    | Athletic Park                        | 50,000                  |
| 26 ноября 1983   | Окленд           | Новая Зеландия    | Western Springs Stadium              | 80,000–90,000           |
| Азия             |                  |                   |                                      |                         |
| 3 декабря 1983   | Сингапур         | Сингапур          | Former National Stadium              |                         |
| 5 декабря 1983   | Бангкок          | Таиланд           | Thai Army Sports Stadium             | 9000                    |
| 7 декабря 1983   | Гонконг          | Гонконг           | Гонконгском Колизее                  |                         |
| 8 декабря 1983   | Гонконг          | Гонконг           | Гонконгском Колизее                  |                         |

## Звучащие в турне песни
| Из альбома David Bowie - «Space Oddity» Из альбома Hunky Dory - «Life on Mars?» Из альбома The Rise and Fall of Ziggy Stardust and the Spiders from Mars - «Soul Love» - «Star» - «Hang On to Yourself» Из альбома Aladdin Sane - «Cracked Actor» - «The Jean Genie» Из альбома Pin Ups - «I Can’t Explain» (оригинальная версия выпущена на внеальбомном сингле (1965) группы The Who; автор и композитор Пит Таунсенд) - «Sorrow» (оригинальная версия записана группой The McCoys в 1965 году, наиболее известная кавер-версия записана группой The Merseys годом позже; авторы: Боб Фельдман, Джерри Голдштейн, Ричард Готтерер) Из альбома Diamond Dogs - «Rebel Rebel» Из альбома Young Americans - «Young Americans» - «Fame» (Дэвид Боуи, Джон Леннон, Карлос Аломар) Из альбома Station to Station - «Station to Station» - «Golden Years» - «TVC 15» - «Stay» - «Wild Is the Wind» (оригинальная версия выпущена на сингле Джонни Мэтиса, авторы: Дмитрий Тёмкин и Нед Вашингтон) | Из альбома Low - «Breaking Glass» (Боуи, Деннис Дэвис, Джордж Мюррей) - «What in the World» Из альбома «Heroes» - «Joe the Lion» - «“Heroes”» (Боуи, Брайан Ино) Из альбома Lodger - «Red Sails» (Боуи, Ино) - «Look Back in Anger» (Боуи, Ино) Из альбома Scary Monsters (and Super Creeps) - «Scary Monsters (and Super Creeps)» - «Ashes to Ashes» - «Fashion» Из альбома Let’s Dance - «Modern Love» - «China Girl» (оригинальная версия выпущена в альбоме The Idiot (1977) Игги Попа; авторы: Поп и Боуи) - «Let’s Dance» - «Cat People (Putting Out Fire)» (оригинальная версия выпущена в саундтреке фильма «Люди-кошки» (1982); авторы: Боуи и Джорджо Мородер) Прочие песни: - «Imagine» (оригинальная версия выпущена в альбоме Imagine (1971) Джона Леннона; автор Джон Леннон) - «White Light/White Heat» (оригинальная версия выпущена в альбоме White Light/White Heat (1968) группы The Velvet Underground; автор Лу Рид) |